# Tetraodorhina t-nigrum
Tetraodorhina t-nigrum är en skalbaggsart som beskrevs av Pouillaude 1915. Tetraodorhina t-nigrum ingår i släktet Tetraodorhina och familjen Cetoniidae. Inga underarter finns listade i Catalogue of Life.